# Mali Guber
Mali Guber är en ort i Bosnien och Hercegovina.   Den ligger i entiteten Federationen Bosnien och Hercegovina, i den sydvästra delen av landet, 110 km väster om huvudstaden Sarajevo. Mali Guber ligger 722 meter över havet och antalet invånare är 532.
Terrängen runt Mali Guber är kuperad österut, men västerut är den platt.Närmaste större samhälle är Zabrišće, 2,2 km söder om Mali Guber. 
Trakten runt Mali Guber består till största delen av jordbruksmark. Runt Mali Guber är det ganska tätbefolkat, med 93 invånare per kvadratkilometer.